# Giorgio Fieschi

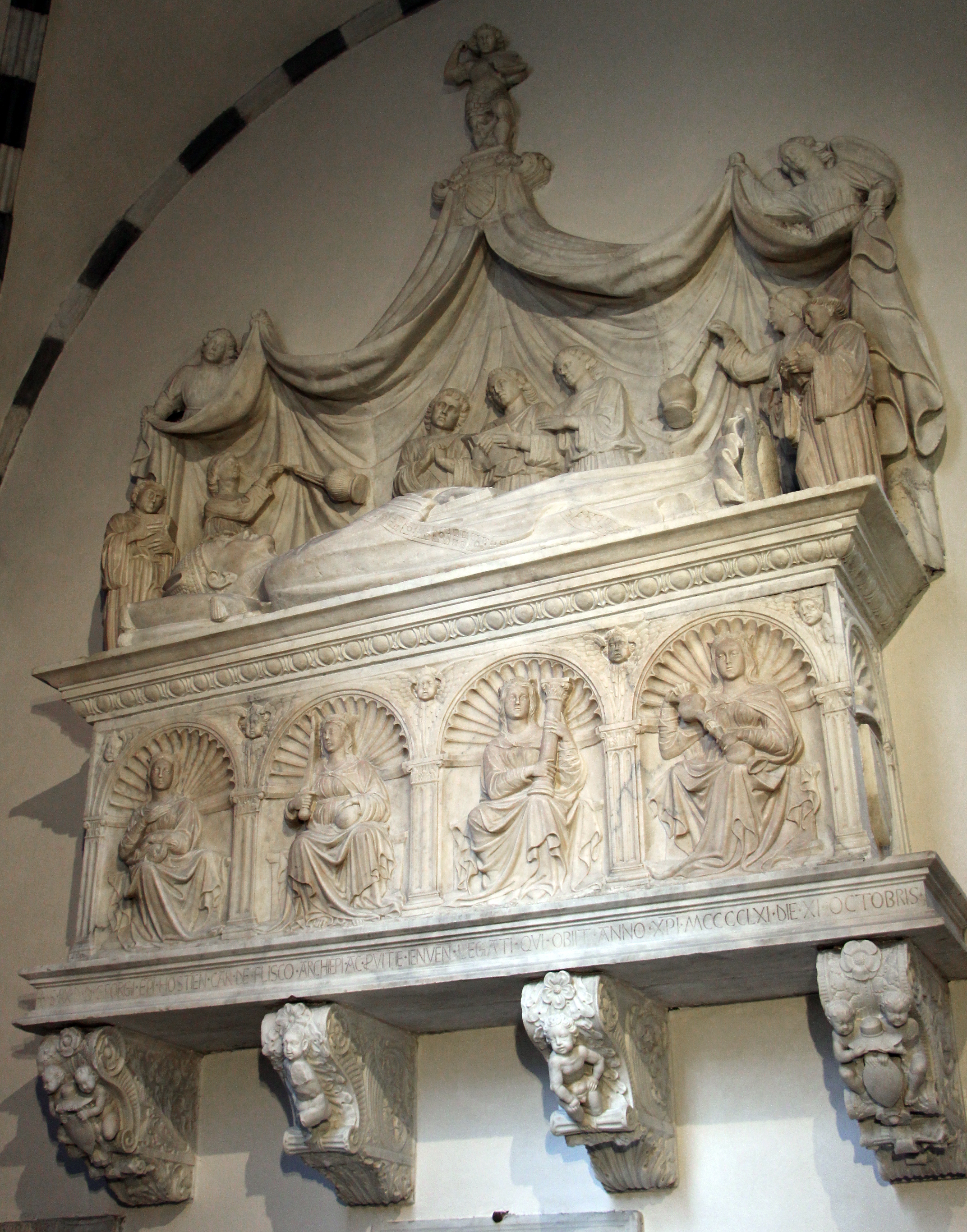
Hochgrab des Kardinals Giorgio Fieschi von Giovanni Gagini, nach 1461 (Dom San Lorenzo zu Genua)

Giorgio Fieschi (auch Georgius Fliscus; * gegen Ende des 14. Jahrhunderts in Genua; † 11. Oktober 1461 in Rom) war ein Kardinal der Römischen Kirche.

## Leben und Wirken

Wappen der Kardinäle aus dem Haus Fieschi

Giorgio Fieschi stammte aus der Familie der Grafen von Lavagna und war der Sohn von Ettore Fieschi, Herr von Savignone, und dessen Ehefrau Bartolomea Fieschi aus Canneto. Der Familie entstammten zwei Päpste, Innozenz IV. und Hadrian V., sowie eine Reihe von Kardinälen. Giorgio Fieschi studierte kirchliches und weltliches Recht in Bologna und erwarb 1428 ein Lizenziat. Danach war er Kanoniker des Kathedralkapitels von Genua.
Am 27. Mai 1433 wurde Giorgio Fieschi zum Bischof des korsischen Bistums Mariana gewählt, am 10. Mai 1434 erfolgte die päpstliche Bestätigung. Die Bischofsweihe spendete ihm am 27. Februar 1435 in Florenz Cristoforo de San Marcello, Bischof von Cervia; Mitkonsekratoren waren Gabriele Jacobi, Bischof von Modon, und Gabriele Benveduto, Bischof von Fossombrone. Am 3. Oktober 1436 wurde Giorgio Fieschi Erzbischof von Genua, dieses Amt übte er bis zu seiner Kardinalserhebung aus.
Im Konsistorium vom 18. Dezember 1439 wurde Giorgio Fieschi von Papst Eugen IV. zum Kardinalpriester erhoben, der Kardinalshut und die Titelkirche Sant’Anastasia wurden ihm am 8. Januar 1440 verliehen. Am 12. April desselben Jahres traf er in Florenz ein, um dort am Konzil teilzunehmen. Für den 24. Oktober 1442 ist seine Anwesenheit in Florenz belegt. Am 8. August 1443 reiste er nach Siena. Am 9. September 1446 reiste er von Rom aus nach Genua und kehrte am 21. Februar 1447 nach Rom zurück. Giorgio Fieschi nahm am Konklave 1447 teil, das Nikolaus V. zum Papst wählte. Im Jahre 1447 war er Kämmerer des Heiligen Kardinalskollegiums. Am 5. März 1449 wurde er zum Kardinalbischof erhoben und erhielt das suburbikarische Bistum Palestrina. Am 22. April 1449 reiste er nach Genua und blieb sechs Monate lang der Stadt Rom fern. Er war päpstlicher Legat Nikolaus’ V. in Ligurien und nahm am geheimen Konsistorium vom 27. Oktober 1451 teil. Ferner war er Teilnehmer des Konklave 1455, durch das Calixt III. auf den Stuhl Petri gelangte. Am 28. April 1455 wurde Giorgio Fieschi zum Dekan des Heiligen Kollegiums der Kardinäle gewählt und wechselte auf den für den Kardinaldekan vorgesehenen suburbikarischen Bischofssitz von Ostia und Velletri. Als Kardinaldekan leitete er das Konklave 1458, aus dem Pius II. als Papst hervorging.
Giorgio Fieschi starb am 11. Oktober 1461 in Rom. Sein Leichnam wurde nach Genua überführt und in der dortigen Kathedrale San Lorenzo beigesetzt.